# Liga Nacional Juvenil de Fútbol
La Liga Nacional Juvenil de Fútbol è il minore campionato spagnolo di calcio giovanile, generalmente riservato ai club dilettantistici regionali.
Le squadre vincitrici sono promosse nella Divisione d'Onore, il campionato maggiore.